# 平野直己
平野 直己（ひらの なおき）は、北海道教育大学札幌校学校臨床心理専攻の教授。学校・地域研究支援センター（学校教育研究支援部門）も兼任。

## 研究領域
- 主な研究内容は、児童期・思春期の心理援助、 地域実践心理学（地域実践にかかわる心理臨床）、キャンプなどの野外体験活動における体験に関する研究、日本版IFEEL Picturesを用いた研究である。
- さまざまな悩みを抱える子どもの支援にかかわり、不登校を含む幅広い教育支援活動を継続的に行っている。

## 著書
- 『朝倉心理学講座1 心理学方法論』朝倉書店、渡邊芳之編、2007年。
- 『学校臨床のヒント』金剛出版、村山正治編、2007年。

## 論文
- 「自己肯定感と心の傷」『現代のエスプリ（No.511）』ぎょうせい、pp.175-182、2010年.